# カンティンフラス
カンティンフラス（スペイン語: Cantinfla, 本名：フォルティノ・マリオ・アルフォンソ・モレノ・レイエス、スペイン語: Fortino Mario Alfonso Moreno Reyes, 1911年8月12日 - 1993年4月20日）は、メキシコ生まれの俳優、コメディアン。

## プロフィール

### デビュー
メキシコの首都メキシコシティで、12人兄弟の6番目に生まれた。ボクシング選手や闘牛士などの様々な職業を経験したあと、1930年代にコメディアンとして成功し、多くのメキシコ映画に出演した。

### スター
第二次世界大戦後には複数のアメリカ映画に出演し人気を博し、1956年には『八十日間世界一周』（パスパルトゥー役）でゴールデングローブ賞男優賞を受賞するなど、その演技が高い評価を受けた。またアメリカではテレビ番組にも出演し、人気を博した。
1960年代以降は主にメキシコやスペインをはじめとするスペイン語圏の多くの映画に出演したほか、自ら映画製作会社「カンティンフラス・フィルム」を経営し、メキシコシティに本社を置き映画やアニメーション作品の制作を行った。また、晩年にはメキシコ俳優協会の会長を務め、後進の育成に努めた。

### 高い評価
その演技が高い評価と人気を得たのみならず、自身が稼いだ莫大な出演料や賞金の多くを、メキシコなど中南米諸国の恵まれない立場の人々へ寄付したことでも知られる。このこともあり、母国メキシコをはじめとする中南米では現在に至るまで最も高い尊敬を受ける俳優の一人であり、1993年に癌で死去した際の葬儀は国葬級の扱いを受けた。
なお、チャールズ・チャップリンは、その飄々とした芸風に敬意を表し「世界で最も偉大なコメディアン」と評した。また、その長年の映画界に対する貢献がたたえられ、アメリカのカリフォルニア州ハリウッドのハリウッド・ウォーク・オブ・フェームに名前が刻まれている。

## 代表作
- 八十日間世界一周 Around the World in Eighty Days （1956年）
- ボクは二枚目 El Bolero de Raquel （1957年）
- ペペ Pepe （1960年）

## 受賞歴
- ゴールデングローブ賞 主演男優賞 (ミュージカル・コメディ部門) - 1956年
- ゴールデングローブ賞特別賞 - 1960年

## エピソード
- 1961年3月に来日している。
- 1978年7月24日、現在は女優の萬田久子が日本代表として出場したミス・ユニバース世界大会（開催地は母国メキシコのアカプルコ）で、デヴィ夫人らと共に審査員を務めた。

## 参照
1. ↑  Cantinflas article by the Los Angeles Times Retrieved January 24, 2006